# Junkers J.I
Le Junkers J.I (à ne pas confondre avec le Junkers J 1) est un avion d'observation et d'attaque au sol de la Première Guerre mondiale.

## Conception

### Désignation
Le nom de Junkers J.I provient du rôle qui était attribué à l'avion. En effet, la lettre J désignait dans l'armée allemande un avion biplace, biplan, armé et blindé, dont l'objectif est l'attaque de tranchées. La lettre de désignation est alors suivie d'un chiffre romain indiquant l'ordre d'apparition des différents types d'appareil remplissant ces critères (on trouve aussi par exemple aussi l'Albatros J.I, l'AEG J.I, etc.).
Il ne faut alors pas confondre cette désignation avec la désignation propre à Junkers, qui attribuait aussi la lettre J (qui est alors l'initiale du nom du constructeur) à ses prototypes, mais suivie d'un chiffre arabe. On trouve par exemple le Junkers J.1, prototype d'avion de chasse. Le Junkers J.I correspondait, selon la nomenclature Junkers, au Junkers J.4.

### Le projet de construction
Le Junkers J.I était un avion biplan et biplace conçu pour l'attaque au sol et l'observation. Évolution du tout premier avion entièrement construit en métal, le monoplan Junkers J 1 de 1915, il n'avait que la partie arrière qui fut entoilée, sur un châssis de tubes en duraluminium, tandis que toute la portion avant du fuselage était blindée. Ce blindage était constitué de plaques d'acier chrome-nickel d'une épaisseur de 5 mm, ce qui était suffisant pour arrêter la plupart des balles de petit calibre tirées du sol. Le blindage protégeait le moteur de l'avion ainsi que l'équipage, et une partie des réservoirs. Une telle quantité de blindage était alors peu courante. 
Le concept d'avion métallique et blindé mis en œuvre pour le Junkers J.I a été envisagé par la firme Junkers-Fokkers Flugzeugwerke A.G. avant la Première Guerre mondiale pour l'attaque au sol. Ceci aurait rendu l'avion presque invulnérable, puisque le concept d'avion de chasse n'existait pas encore. Ce programme a ensuite été annulé après le déclenchement de la guerre, pour privilégier la construction de matériel ferroviaire et d'avions conventionnels déjà existants.
Du fait de la construction entièrement métallique, l'avion n'avait pas besoin de haubanage pour maintenir l'écartement des plans et les renforcer, à la différence de la plupart des autres appareils de l'époque. En effet, la structure métallique était assez solide pour résister aux vitesses d'utilisation et garantir la sécurité de l'équipage. Les ailes correspondent plus à ce que l'on nommerait actuellement un sesquiplan. Néanmoins, le concept de sesquiplan n'existant pas à l'époque, il a donc été officiellement qualifié de biplan par les autorités allemandes de l'époque. Cette configuration de sesquiplan assurait à l'équipage, et principalement au pilote, une excellente visibilité vers le bas et vers l'avant, ce qui est primordial pour un avion d'attaque au sol et d'observation.

### La construction
Le premier prototype fut terminé en décembre 1915, mais ce premier appareil différait en de nombreux points des appareils de série. À la suite des premiers essais du prototype, certains problèmes, comme l'insuffisance du moteur initialement prévu et une tendance au piqué du fait d'un centrage des masses incorrect, durent être corrigés pour lancer la construction des appareils de présérie. Ceux-ci marquent une nette amélioration dans les performances par rapport au prototype, après avoir été remotorisés avec un moteur 6 cylindres en ligne Benz de 200 chevaux. Les premiers appareils de série sortirent d'usine durant le premier trimestre 1917, et l'avion entra en service opérationnel en août 1917. 227 exemplaires furent construits.

### Son armement
L'armement, important pour l'époque, était composé de deux mitrailleuses fixes de 7,92 mm LMG 08/15 vers l'avant pour attaquer les tranchées en enfilade, ce qui constitue son rôle premier avant l'observation, et une mitrailleuse de 7,92 mm MG14 vers l'arrière, pour défendre l'avion contre les attaques de chasseurs ennemis, mais aussi dans un rôle offensif contre les tranchées. Il avait aussi été prévu de monter deux mitrailleuses tirant vers l'avant et à un angle d'environ 20 degrés vers le bas. Néanmoins, ces mitrailleuses ne furent jamais montées, car elles furent jugées d'un usage trop malaisé, et elles auraient risqué de déséquilibrer l'appareil vers l'avant.

## Engagement
L'appareil fut disponible sur le front en août 1917. Après un temps d'adaptation nécessaire des équipages, en raison de la lourdeur du Junkers J.I due à sa construction métallique, l'avion fut apprécié des équipages. Cette lourdeur, par rapport à d'autres appareils, provoqua d'abord la mauvaise réputation du Junkers J.I, mais ses qualités estompèrent rapidement la réputation qu'on lui avait forgée. En effet, bien que l'avion soit lent, il était particulièrement résistant par rapport aux appareils équivalents, et l'équipage était bien protégé des tirs ennemis par le blindage. L'avion fut surnommé, du fait de sa construction métallique, de son aspect massif et de son poids, Güterwaggon (wagon de marchandise) et Blechesel (âne de fer). On peut noter, au sujet de la lourdeur de l'avion et de sa supposée dangerosité, l'accident mortel du capitaine Reinhardt, qui se tua aux commandes d'un Junkers J.I le 3 juillet 1918 au cours d'une séance de voltige ordonnée par Hermann Göring.
L'appareil fut employé principalement dans son rôle d'attaque au sol, plus spécifiquement dans son rôle d'attaque de tranchées et de concentrations de troupes, ce que son blindage rendait relativement peu risqué. Il fut moins employé pour l'observation aérienne, car on leur préférait des appareils plus petits, plus légers et donc plus rapides, ce qui les rendait moins vulnérables aux attaques des avions de chasse ennemis et réduisait la durée du vol au-dessus du territoire ennemi. Il fut notamment employé massivement durant le Kaiserschlacht ou seconde bataille de la Marne, entre le 15 et le 20 juillet 1918.

## Utilisateurs
Le principal utilisateur de cet appareil fut l'armée allemande, qui employa au moins 200 des 227 appareils construits, voire la totalité des appareils selon les chiffres. Environ dix-huit appareils auraient été livrés à l'Empire austro-hongrois, et il est possible que quelques-uns aient été vendus à l'Empire ottoman (il s'agirait alors de moins de six appareils). Néanmoins, l'utilisation du Junkers J.I hors de l'armée allemande, et surtout par l'Empire ottoman, reste incertaine.
- Empire allemand : principal utilisateur.
- Autriche-Hongrie : 18 appareils, incertain.
- Empire ottoman : peut-être quelques appareils.

## Sources

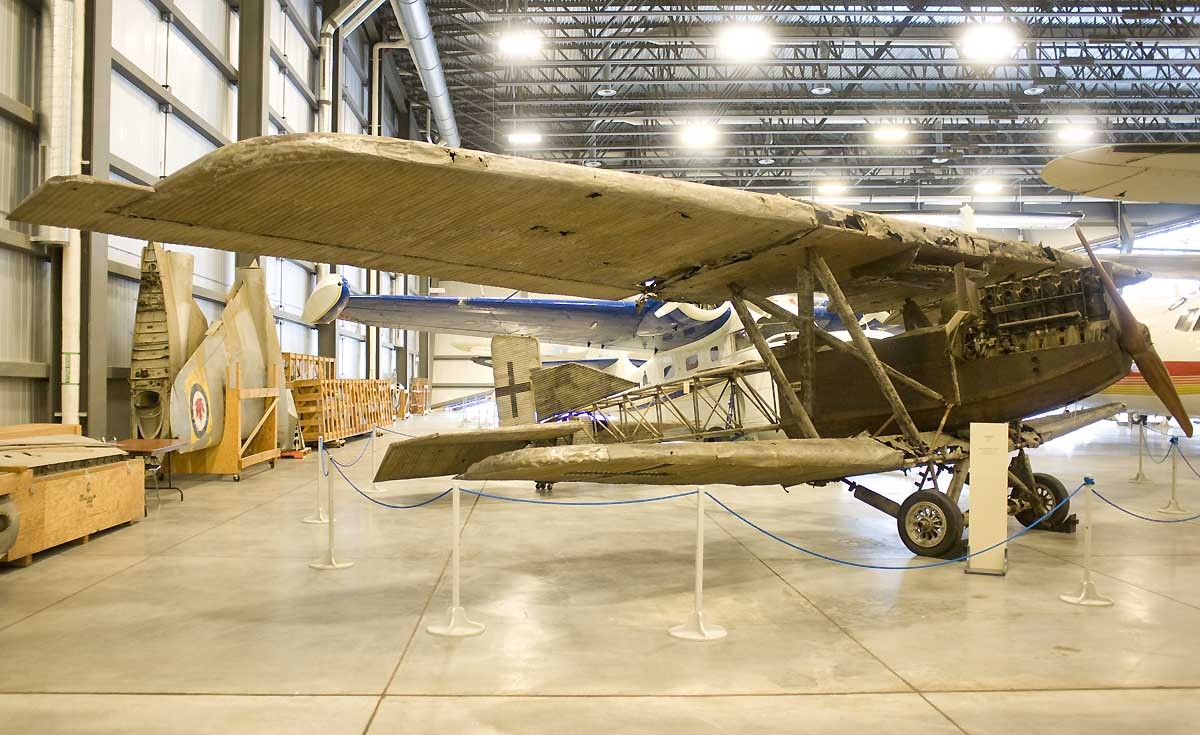
Le seul J.I. survivant, au Musée de l'Aviation et de l'Espace du Canada.

L’unique modèle complet encore existant se trouve au Musée de l'Aviation et de l'Espace du Canada, à Ottawa (Ontario). L’appareil dont le numéro de construction est 252 et le numéro de série militaire est le J.I. 586/17, a été construit en 1918 et a été expédié au Canada en tant que prise de guerre.
Actuellement, une copie est en cours d'étude pour être construite afin de voler dans un film historique à venir (2011/2012.).. Une mitrailleuse à l'avant, une mitrailleuse à l'arrière et un pilote au milieu...!!
- Taylor M., Jane's fighting aircrafts of World War I, London : Studio (1990)
- Taylor M., Jane's Encyclopedia of Aviation, London : Studio (1989)